# Sułtanat Mataram
Sułtanat Mataram (jaw. ꦤꦒꦫꦶꦩꦠꦫꦩ꧀ Nagari Mataram) – sułtanat istniejący w XVI–XVIII w. na wyspie Jawa na terenie dzisiejszej Indonezji. Powstał w 1582 r. po rozpadzie królestwa Majapahit. Od 1949 r. terytorium sułtanatu znajduje się w granicach Indonezji.